# 伊娃·安吉麗娜
伊娃·安吉麗娜（英語：Eva Angelina，1985年3月14日—），出生在加州杭亭頓海灘，是一名美國前色情演員及成人模特兒。她在18歲時便投身色情業，她以各種色情片中的表現，包括貢扎色情片，而為人所知，她演出時會戴上眼鏡。她在2007年和2008年在業界贏得不少獎項，其中包括在2008年贏得成人影帶新聞獎最佳女演員。

## 人物
安吉麗娜有古巴、中國、英格蘭和愛爾蘭血統。她曾經說自己來自富有家庭，但在她13歲的那年，她的家庭幾乎變得一無所有。在她年幼時，她已經知道自己希望投身成人電影業，她在14歲時利用父母的攝影器材自行拍攝了一套色情片。

## 經歷
安吉麗娜通過回應報紙上的廣告而加入色情業的，她首次演出是在《沙恩的世界》系列。她的別名參考自伊萬捷琳。

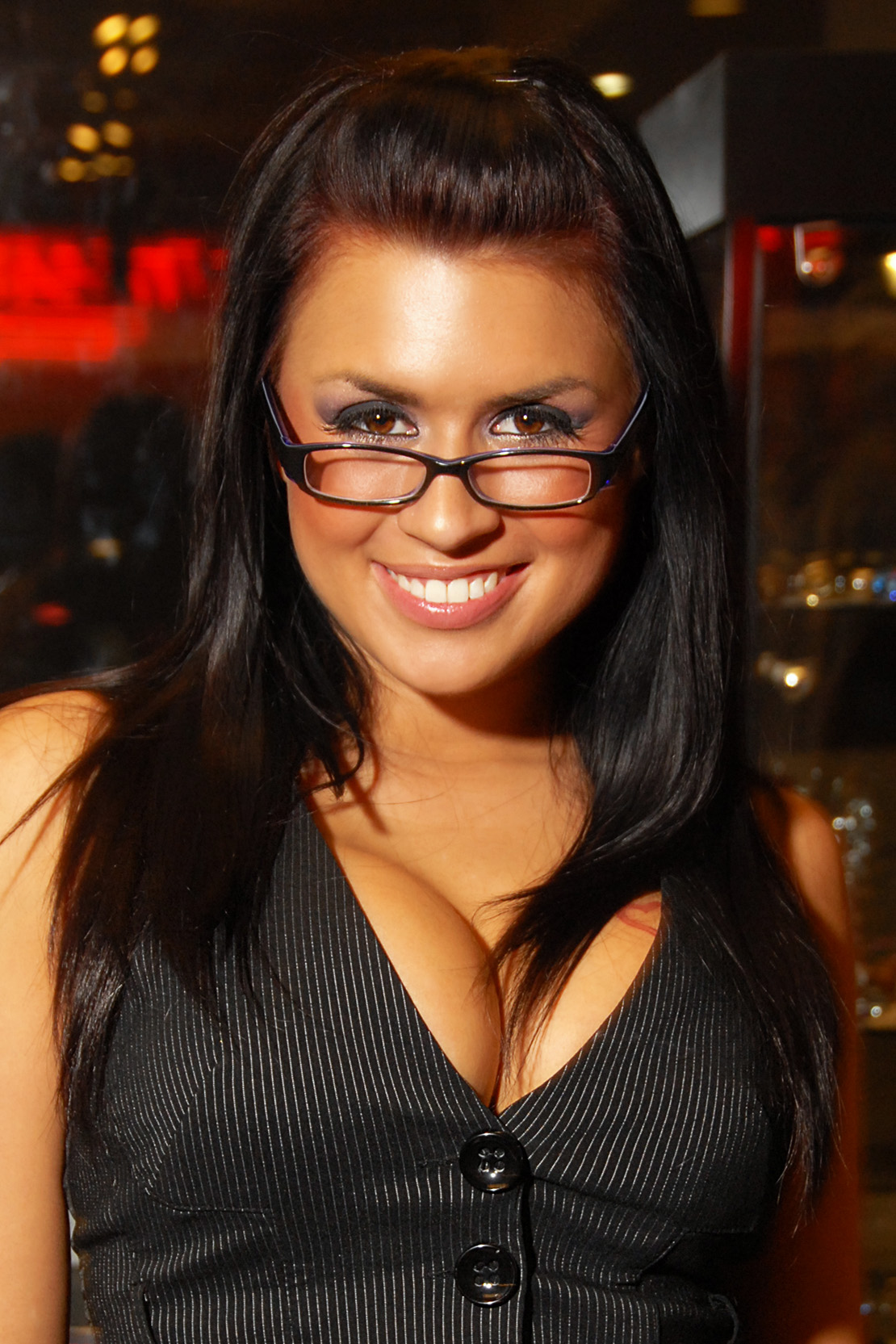
2010年在AVN成人娛樂博覽會戴上眼鏡的安吉麗娜

安吉麗娜在性交時戴眼鏡亦為人所知。她說自己拍攝電影時假如忘記帶眼鏡的話，就必需返回家中拿眼鏡，有一次她在成人影帶新聞獎會場時就會因為沒有戴眼鏡，而沒有人能夠認出她。他們將眼鏡視為標誌，如果沒有的話根本無人能認出她。
2004年5月至11月，安吉麗娜考慮到當時男朋友的心願而暫別色情業，並重返校園，以及在餐飲業工作。她不久後便重操故業。2005年底，她曾經考慮加入美國海軍。
安吉麗娜亦曾在《七重天》和《表親斯基特》中擔任臨時演員。

## 私人生活
2007年12月，安吉麗娜與色情演員丹尼·曼騰（Danny Mountain）結婚。2008年12月9日，她誕下女兒西爾維（Silvi）。後來，她與丹尼·曼騰離婚，並嫁給一名駐守伊拉克的士兵。她亦表示自己已經退出色情業。

## 獎項
- 2007 Nightmoves—支持票選最佳女演員[14]
- 2008 成人影帶新聞獎—最佳女演員（影片）[15]
- 2008 成人影帶新聞獎—最佳個人性場景（影片）[15]
- 2008 XBIZ（英语：XBIZ）獎—年度最佳女演員[16]
- 2008 XRCO獎（英语：XRCO Award）—最佳個人表現女演員[17]
- 2010 成人影帶新聞獎—最佳全女孩性交場景[18]
- 2010 XBIZ獎—網站年度色情明星[19]
- 2010 XRCO獎—最佳復出演員[20]

## 外部連結
- （英文）伊娃·安吉麗娜的Instagram帳戶
- （英文）伊娃·安吉麗娜的X（前Twitter）
- （英文）Eva Angelina （页面存档备份，存于） Official Site
- （英文）Eva Angelina Interview （页面存档备份，存于） at XCritic
- （英文） Eva Angelina Webography (scene breakdown of online credits)